# Eyprepocnemis vulcanigena
Eyprepocnemis vulcanigena is een rechtvleugelig insect uit de familie veldsprinkhanen (Acrididae). De wetenschappelijke naam van deze soort is voor het eerst geldig gepubliceerd in 1962 door Jago.